# بيير برونو
بيير برونو هو صحفي ومذيع أخبار كندي، ولد في 5 يونيو 1952 في فيكتوريا فيل في كندا.